# Оцінка основних рухових функцій
Оцінка основних рухових функцій — методика обстеження неврологічного пацієнта  фізичним реабілітологом.
Оцінка основних рухових функцій — це стандартизований засіб спостереження, розроблений і призначений для оцінки змін основних рухових функцій, які відбуваються протягом певного часу в дітей та підлітків, хворих на ДЦП. Карта обстеження включає в себе 5 розділів, в кожному є декілька рухів, після їх виконання треба виставити певну оцінку.

## Розділи карти обстеження
- Група А: Лежання й перевертання. В цій розділ включені різні рухи з положення лежачи.
- Група Б: Сидіння. В цій розділ включені різні рухи з положення лежачи та сидячи.
- Група В: Повзання і рачкування. В цій розділ включенні різні рухи в положенні на чотирьох з упором на коліна та руки.
- Група Г: Стояння. В цій розділ включені різні вправи, які виконуються в положенні стоячи.
- Група Д: Ходьба, біг і стрибки. В цій розділ входять різні рухи, які виконуються при ходьбі, бігу й стрибках.

## Методика обстеження
За виконання кожного руху треба поставити оцінку. Є чотири варіанти оцінювання — ключ до оцінки. Цей ключ є головною вказівкою. Хоча кожна група завдань має специфічні описи до окремих пунктів, цей ключ обов'язково враховується для всіх оцінюваних груп.
Ключ до оцінки:
- 0 = не може виконати
- 1 = пробує виконати
- 2 = частково виконує
- 3 = виконує повністю

«Пробує» значить виконує завдання менш ніж на 10%, а «частково» — значить більш ніж на 10%, але менше 100%. Після виставлення оцінок вираховуються підсумкові бали. Спочатку вираховується середній бал у %.
При проведенні занять і підбитті підсумків треба так підбирати вправи, щоб середній бал наближався до 100%. Потім вираховується цільовий середній бал — це сума цільових середніх балів поділена на число цільових вимірів (груп).
Карти обстеження дають змогу визначити, чи правильно були підібрані методи реабілітації, фізичні та корекційні вправи, дозування навантаження, кількість занять на тиждень і багато інших параметрів. Якщо показники зменшились, то можливо треба переробити план реабілітації, обов'язково треба шукати причини, які заважали успішному проведенню  фізичної реабілітації.
Після заповнення карт обстеження фізичний реабілітолог бачить, що деякі рухи діти та підлітки стали виконувати краще, ніж до занять з фізичної реабілітації.
Якщо діти та підлітки не можуть виконувати вправи самостійно при заповненні карт обстеження, тоді використовують тестування з допоміжними засобами (ортезами). В картах обстеження відзначають, які допоміжні засоби (ортези) вживались і при яких завданнях. Може бути більше як один.
```
               Засоби:                                                         Ортези:
               Колісні ходунці                                               На стегно
               Ходунці                                                       На коліна
               “Н”-подібні милиці                                            На щиколотку
               Милиці                                                        На ступню
               Стійки                                                        Взуття
               Паличка                                                       
```